# Polymyxin
Polymyxiner er antibiotika med en generel struktur der består af et cyklisk peptid med en lang fedtopløselig hale. De virker ved at forstyrre bakteriers cellemembran og virker kun på Gram-negative bakterier. Polymyxiner optages ikke igennem tarmsystemet og kan derfor ikke indtages peroralt.

## Stoffer i gruppen
Der findes to stoffer i gruppen der anvendes klinisk i Danmark:

### Polymyxin B
Polymyxin B, der er en blanding af de to stoffer polymyxin B1 og B2, anvendes som topikalt lægemiddel i form af bl.a. øjen- og øredråber, samt som salve til huden.

### Colistin
Colistin (også kaldt polymyxin E) findes som pulver til nebulisator (handelsnavn: Promixin) og anvendes mod luftvejsinfektioner hos patienter med cystisk fibrose.